# Sestrica Vela
Koordinati:   43°40′43″N, 15°47′40″E
Sestrica Vela je majhen nenaselje otoček v sredni Dalmaciji (Hrvaška).
Sestrica Vela leži okoli 3,5 km zahodno od Zlarina tik ob Obonjanu, od katerega je oddaljena  okoli 0,5 km. Površina otočka meri 0,212 km². Dolžina obalnega pasu je 1,72 km. Najvišji vrh je visok 63 mnm.